# Esporozoíto

Ciclo vital genérico de un apicomplejo: 1-zigoto, 2-esporozoítos, 3-merozoitos, 4-gametocitos.

Un esporozoíto es una etapa del ciclo de vida de un parásito protozoario durante la cual puede infectar a nuevos huéspedes. Los esporozoítos se forman por esporogonia, que es la división múltiple de una espora o cigoto dando cada uno de los fragmentos origen a un esporozoíto. Es característica de muchos apicomplejos. 
Por ejemplo, en el paludismo o malaria (Plasmodium), el esporozoíto es la fase en la que el parásito pasa del mosquito al hombre. Los esporozoítos se desarrollan en las glándulas salivales del mosquito, pasan al hombre durante la picadura del mosquito y parasitan a los hepatocitos (células del hígado).
En la coccidiosis (Cryptosporidium, Isospora, Cyclospora), los esporozoítos se liberan de los quistes ingeridos por el huésped y se introducen en las células epiteliales del intestino delgado.
El esporozoíto posee una gruesa membrana externa cuya extremidad anterior se transforma en una cápsula apical provista de anillos polares y de un conoide. Hacia esta extremidad se dirigen los microtúbulos subpeliculares, los orgánulos, pares y los bastoncitos tortuosos (toxemas).